# Uehara Ai
Uehara Ai (上原 亜衣 (Thượng-Nguyên Á-Y) 12 tháng 11 năm 1992 –) là một YouTuber và nữ doanh nhân người Nhật Bản. Cô từng là một nữ diễn viên khiêu dâm.
Cô tham gia ngành phim khiêu dâm vào năm 2011 và nghỉ việc vào ngày 20/5/2016.

## Sự nghiệp

### Ra mắt ngành phim khiêu dâm
Cô sinh ra tại Fukuoka và lớn lên ở Tokyo. Khi cô còn học đại học, cô được săn tìm thông qua một người trung gian. Tên diễn của cô được đặt bởi giám đốc công ty chủ quản vì cô có vẻ ngoài giống Uehara Takako và Katō Ai.
Tháng 4/2011, cô ra mắt ngành trong một bộ phim tổng hợp (omnibus) không tên. Vào thời điểm đó, cô có kể hoạch nghỉ việc trong nửa năm vì đang là một sinh viên trong quá trình chỉnh hình răng. Tuy nhiên, Kojima Minami đã có một màn ra mắt ngành phim khiêu dâm ngoạn mục từ cùng hãng phim nửa năm sau đó, và cô từ đó lựa chọn tiếp tục với công việc của mình.

### Người khởi đầu phong trào Kikatan (tự do)

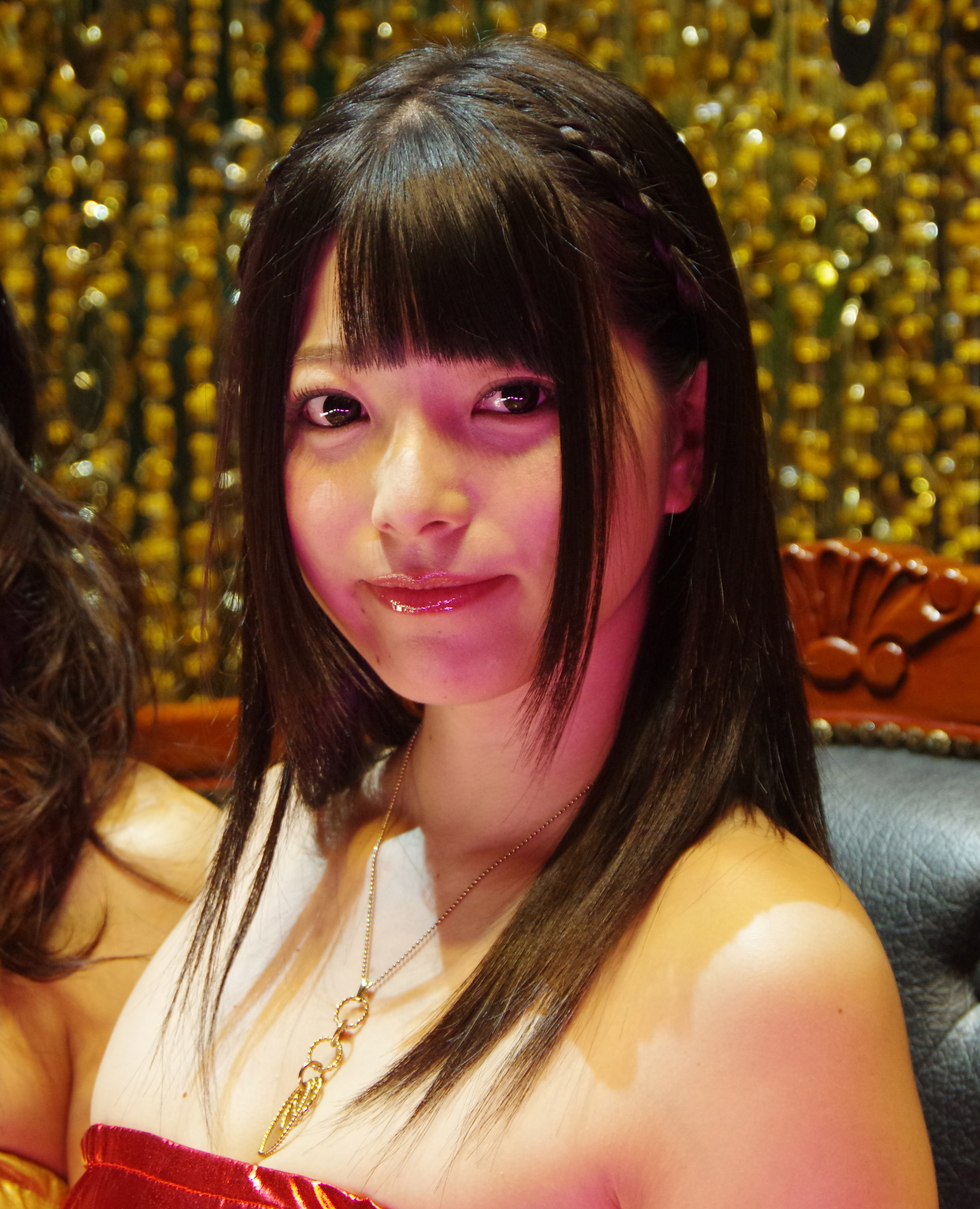
Ai chụp tháng 9/2014 trong Tokyo Gameshow

Năm 2012, Naruse Kokomi, một nữ diễn viên đơn lẻ cùng dự án với cô nhận giải Nữ diễn viên tại Giải thưởng truyền hình phim khiêu dâm Sky PerfecTV!, và cô nghĩ rằng cô có thể tự vuơn lên các vị trí đầu chỉ với một dự án duy nhất giống Kokomi, nên cô bắt đầu để ý đến các vị trí đó, và sau đó, cùng với Kokomi, cô đã khởi đầu phong trào bùng nổ nữ diễn viên tự do (Kikatan). Cô muốn trở thành một người máy có thể làm bất cứ điều gì mà không có các cảnh lỗi, nên trong thời điểm bận nhất, cô có kế hoạch làm việc cho 25 ngày mỗi tháng.
1/12/2013, cô được chọn làm thành viên thế hệ thứ 4 của AAK và xếp thứ 1 trong trang bầu cử "Đỏ/Vàng/Xanh".
Cô xếp thứ 1 trong bảng xếp hạng nữ diễn viên khiêu dâm hàng năm của DMM năm 2013, và vào tháng 4/2014, cô nhận giải Nữ diễn viên xuất sắc nhất hạng Bạch kim tại DMM Awards 2014.
Tháng 7/2014, cô tham gia cuộc bầu cử nữ diễn viên gợi cảm để trở thành nhận vật xuất hiện trong trò chơi Yakuza của Sega, trong đó cô xếp thứ 3 và nhận được cơ hội để xuất hiện trong Yakuza 0.
24/9/2015, cô trở thành thành viên của Ebisu★Muscats.
17/11/2015, cô thông báo nghỉ việc nữ diễn viên khiêu dâm vào mùa xuân năm 2016 tại triển lãm phim khiêu dâm Nhật Bản AV OPEN 2015 tại PIT Toyosu ở Tokyo. Cô cũng đăng thông báo đó lên blog của cô. Cô đã cố ý tăng số lần đóng phim tài liệu về cô, nói rằng cô "muốn thể hiện con người mình, không phải phần (tình dục) máy móc".
16/3/2016, cô xuất bản một bộ sưu tập sách ảnh "Nhật kí Kikatan: Câu chuyện thật về một cô gái ngại ngùng người đã từ một nữ diễn viên chuyên đóng vai phụ vô danh trở thành nữ hoàng phim khiêu dâm" (キカタン日記 無名の大部屋女優からAV女王に駆け上った内気な女の子のリアルストーリー).
28/4/2016, cô thông báo rằng cô đã tốt nghiệp nhóm Ebisu★Muscats vào ngày 27 trước đó.
Từ ngày 1/5 đến 20/5/2016, cô có buổi biểu diễn cuối cùng tại Asakusa Rockza. Cô đã nghỉ việc vào ngày 20/5/2016.
Tháng 8/2018, cô tham gia với tư cách là người mẫu hình tượng 3D trong dự án không gian mạng "ANGELIUM".

### Trở lại với tư cách là một YouTuber
Tháng 6/2019, cô mở tài khoản Twitter. Cô đã giảm 10 kg từ khi hoạt động ở ngành phim khiêu dâm, cô đã trở lại ngành tarento, và mở kênh YouTube Uehara Ai Channel (上原亜衣ちゃんねる) vào ngày 30/8 cùng năm.
20/10/2019, cô thông báo trên kênh YouTube Uehara Ai Channel (上原亜衣ちゃんねる) rằng sách giới thiệu bản thân "Renatus" (Futabasha) của cô sẽ được xuất bản vào tháng 12.
20/11/2019, cô thông báo trên Twitter rằng cô đã trở thành người mẫu ảnh cho ứng dụng trò chơi "Một vợ một chính thức - chỉ có tình yêu chân thật" (一個官人一個妻 - 真愛唯一) của heyyogame.
19/6/2020, cô tham gia chương trình MissiD 2021 của Kōdansha. Ngày 15/8 cùng năm, cô tham gia "TOKYO SAKE FESTIVAL2020" và trở thành đại sứ văn hóa rượu sake cùng với Sakura Mana và Kojima Minami. Ngày 20/11, cô tiến vào vòng chung kết của MissiD. 11/4/2021, cô nhận giải Đặc biệt của Chủ tịch Ban điều hành MissiD2021. Vào năm 2022, danh hiệu nghề nghiệp của cô là doanh nhân và nhà đầu tư.
31/3/2022, một cuộc họp báo được tổ chức, và cô thông báo rằng vào ngày 1/5 cùng năm cô sẽ tổ chức một buổi trình diễn đặc biệt tại Asakusa Rockza ở Tokyo.

## Đời tư
Về đặc tính, cô là người có đặc tính được yêu thích một cách tự nhiên. Món ăn yêu thích của cô là cầu gai. Những người đọc trang blog chính thức của cô được gọi là "team Ai-chin". Lần đầu quan hệ tình dục của cô là với bạn trai của bạn cùng lớp tại nhà của anh ấy vào mùa hè năm ba cấp hai.
Kĩ năng đặc biệt của cô là bơi lội với cơ thể mềm dẻo. Cô rất yêu thích học hành.  Cô có bằng sư phạm mầm non và giấy phép giảng dạy trước khi vào ngành phim khiêu dâm, và cô đã thuê chuyên gia dinh dưỡng, làm bài kiểm tra chế độ ăn, v.v. trước khi trở lại làm tarento.
Khi còn nhỏ, cô nhận giải bơi lội ở một cuộc thi Olympics nhí, và cô là một người có tính cách thể thao và nghiêm khắc từ nhỏ. Người ta nói rằng sức khỏe tâm lí của cô đã tốt hơn khi vào ngành phim khiêu dâm.
Ngay sau khi đóng phim khiêu dâm đầu tiên (khi cô khoảng 18 tuổi), cô đã phẫu thuật mắt theo phuơng pháp chôn đôi (ban đầu dự kiến là phuơng pháp mổ đôi phía sau) và phẫu thuật thẩm mĩ để mở rộng trán bằng cách loại bỏ lông tơ ở đường tóc. Cô cũng dựng thẳng lại răng trong thời gian này.
Khi cô là nữ diễn viên khiêu dâm, cô bị lừa mất tổng cộng 25 triệu yên, và từ những kinh nghiệm này cô bắt đầu các hoạt động đầu tư.